# Campioni italiani assoluti di atletica leggera indoor - 3000 metri piani femminili
Questa pagina raccoglie un elenco di tutte le campionesse italiane dell'atletica leggera nei 3000 metri piani indoor, specialità introdotta ai campionati italiani assoluti di atletica leggera indoor nel 1982. Da allora questa specialità continua a far parte del programma della manifestazione, anche se tra il 1984 e il 1994 non fu disputata.

## Albo d'oro
| Anno      | Atleta (società)                                      | Prestazione           |
| --------- | ----------------------------------------------------- | --------------------- |
| 1982      | Agnese Possamai Fiamma Belluno                        | 9'01"23               |
| 1983      | Agnese Possamai Fiamma Belluno                        | 9'12"24               |
| 1984-1994 | Gara non in programma                                 | Gara non in programma |
| 1995      | Elisa Rea Gruppo Sportivo Forestale                   | 9'15"50               |
| 1996      | Jocelyne Farruggia CUS Catania                        | 9'26"95               |
| 1997      | Serenella Sbrissa CUS Universo Bologna                | 9'18"09               |
| 1998      | Elisa Rea Gruppo Sportivo Forestale                   | 9'01"17               |
| 1999      | Elisa Rea Gruppo Sportivo Forestale                   | 9'23"26               |
| 2000      | Silvia Sommaggio Snam                                 | 8'59"18               |
| 2001      | Michela Zanatta SAI Assicura                          | 9'16"7                |
| 2002      | Gloria Marconi Team Sahara Lotti Livorno              | 9'16"13               |
| 2003      | Michela Zanatta Fondiaria SAI Atletica                | 9'19"95               |
| 2004      | Michela Zanatta Fondiaria SAI Atletica                | 9'21"46               |
| 2005      | Silvia Weissteiner SV Sterzing VB Latella NB          | 9'07"11               |
| 2006      | Silvia Weissteiner ASV Sterzing VB Latella NB         | 8'59"75               |
| 2007      | Silvia Weissteiner ASV Sterzing VB Latella NB         | 8'58"93               |
| 2008      | Silvia Weissteiner Gruppo Sportivo Forestale          | 8'57"61               |
| 2009      | Elena Romagnolo Centro Sportivo Esercito              | 8'54"14               |
| 2010      | Federica Dal Rì Centro Sportivo Esercito              | 9'05"87               |
| 2011      | Silvia Weissteiner Gruppo Sportivo Forestale          | 9'22"39               |
| 2012      | Silvia Weissteiner Gruppo Sportivo Forestale          | 9'01"35               |
| 2013      | Silvia Weissteiner Gruppo Sportivo Forestale          | 9'03"29               |
| 2014      | Giulia Viola Gruppi Sportivi Fiamme Gialle            | 9'12"70               |
| 2015      | Giulia Viola Gruppi Sportivi Fiamme Gialle            | 8'56"23               |
| 2016      | Valentina Costanza Centro Sportivo Esercito           | 9'24"12               |
| 2017      | Giulia Viola Gruppi Sportivi Fiamme Gialle            | 9'04"18               |
| 2018      | Margherita Magnani Gruppi Sportivi Fiamme Gialle      | 9'15"90               |
| 2019      | Margherita Magnani Gruppi Sportivi Fiamme Gialle      | 9'01"32               |
| 2020      | Elisa Bortoli Centro Sportivo Esercito                | 9'16"50               |
| 2021      | Giulia Aprile Centro Sportivo Esercito                | 9'09"26               |
| 2022      | Ludovica Cavalli Centro Sportivo Aeronautica Militare | 9'09"52               |
| 2023      | Ludovica Cavalli Centro Sportivo Aeronautica Militare | 9'14"25               |